# 葉里克河
葉里克河（烏克蘭語：Єрик），是烏克蘭的河流，位於該國東部，屬於博羅瓦河的支流，發源自克里尼奇基，流經盧甘斯克州，河道全長38公里，流域面積332平方公里。